# أم قطف
أم قطف إحدى قرى مركز الحسنة التابع لمحافظة شمال سيناء بجمهورية مصر العربية.